# Stéphanie Dubois
Stéphanie Dubois (Laval, 31 de outubro de 1986) é uma ex-tenista profissional canadense, seu melhor ranking na WTA, foi em 2012, onde atingiu a 87° em simples.